# Jastram-Werke
Die Hamburger Motoren-Fabrik Carl Jastram (kurz: Jastram-Werke) ist ein Hersteller von Schiffsantrieben und -steuerungen und befindet sich in der vierten Generation in Familienbesitz.

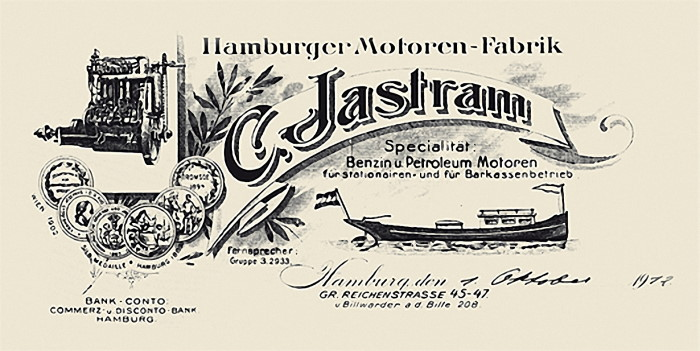
Briefkopf von Jastram

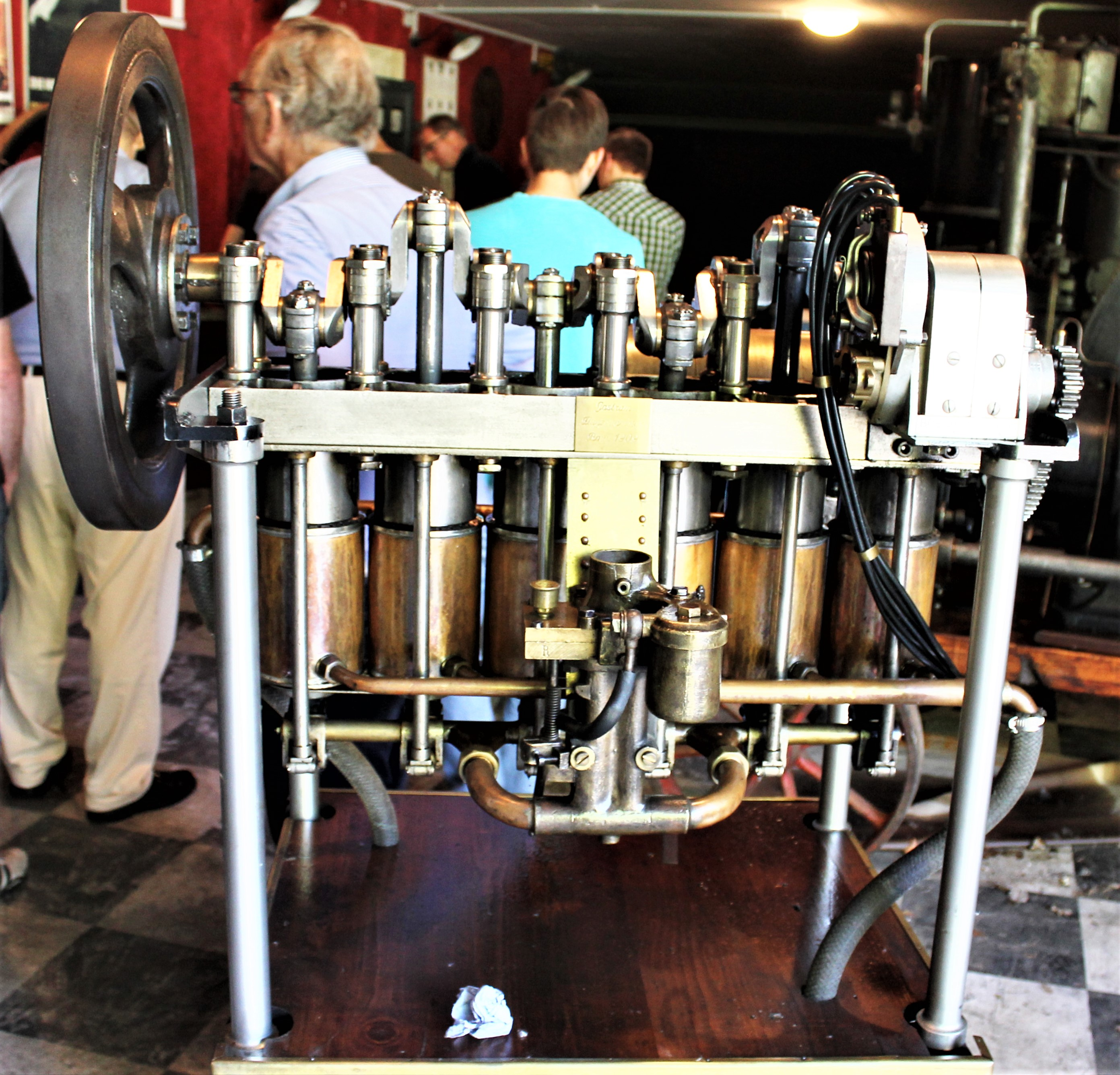
Foto vom Motor, mit dem Jastram 1909 Testflüge absolvierte

## Unternehmensgeschichte
Carl Jastram gründete im Jahr 1873 in Hamburg eine Schlosserwerkstatt. 1887 vergrößerte er diese Werkstatt zu einer kleinen Fabrik, in der er anfangs gemeinsam mit einigen Mitarbeitern Petroleummotoren mit 2 PS Leistung herstellte.

### Pionier im Motorbau
Für einen dieser ersten Motoren wurde ihm 1889 auf der Hamburger Industrieausstellung eine Auszeichnung verliehen. Weil eine Erweiterung des Betriebs im Stadtgebiet nicht möglich war, verlegte Carl Jastram seinen Unternehmen im Jahr 1903 nach Bergedorf. Ab 1909 fertigte er dort auch Dieselmotoren.

### 1909 Bau eines Flugmotors
Im Jahr 1909 begann Carl Jastram mit dem Entwurf und Bau eines Flugmotors. Er entwickelte einen Sechszylinder-Motor mit hängenden Zylindern. In Deutschland eine neue Bauart, die er wählte, um das Ansammeln des Schmieröls im Kurbelgehäuse zu verhindern. Der Motor wurde nach den Probeläufen in ein Flugzeug eingebaut. Das Flugzeug konnte nur Sprünge von 20–30 m Länge ausführen, zum Fliegen reichte es nicht.

### 1920 Bau von Motorbarkassen
1924 wurde eine eigene Gießerei errichtet, in der rund 40 Mitarbeitern beschäftigt wurden. 1926 wurde eine Werft in Allermöhe an der Dove-Elbe eröffnet. Anfang der 1920er Jahre entstanden in Bergedorfer Betrieb neben Schiffsdieselmotoren und Motorpumpen auch komplette Barkassen, die nach ihrer Fertigstellung per Tieflader zur Elbe gefahren werden mussten. Um diese aufwendigen Transporte zu umgehen, eröffnete Carl Jastram im Jahr 1926 eine Werft in Allermöhe, die als Barkassenwerft an der Dove Elbe entstand. Auf der Jastram-Werft wurden rund 30 kleinere Schiffe wie Motorbarkassen, Binnenfrachter, Motorschlepper und Zollboote gebaut. 1971 übernahm Familie Muche den Betrieb und entwickelte aus ihr eine Sportbootwerft für Reparaturen und Neubauten.
Mitte der 1930er Jahre trat Carl Jastram die Geschäftsführung an seine Söhne ab, wobei Hans Jastram die technische Leitung und der ältere Walter Jastram die kaufmännische Leitung des Unternehmens übernahm.

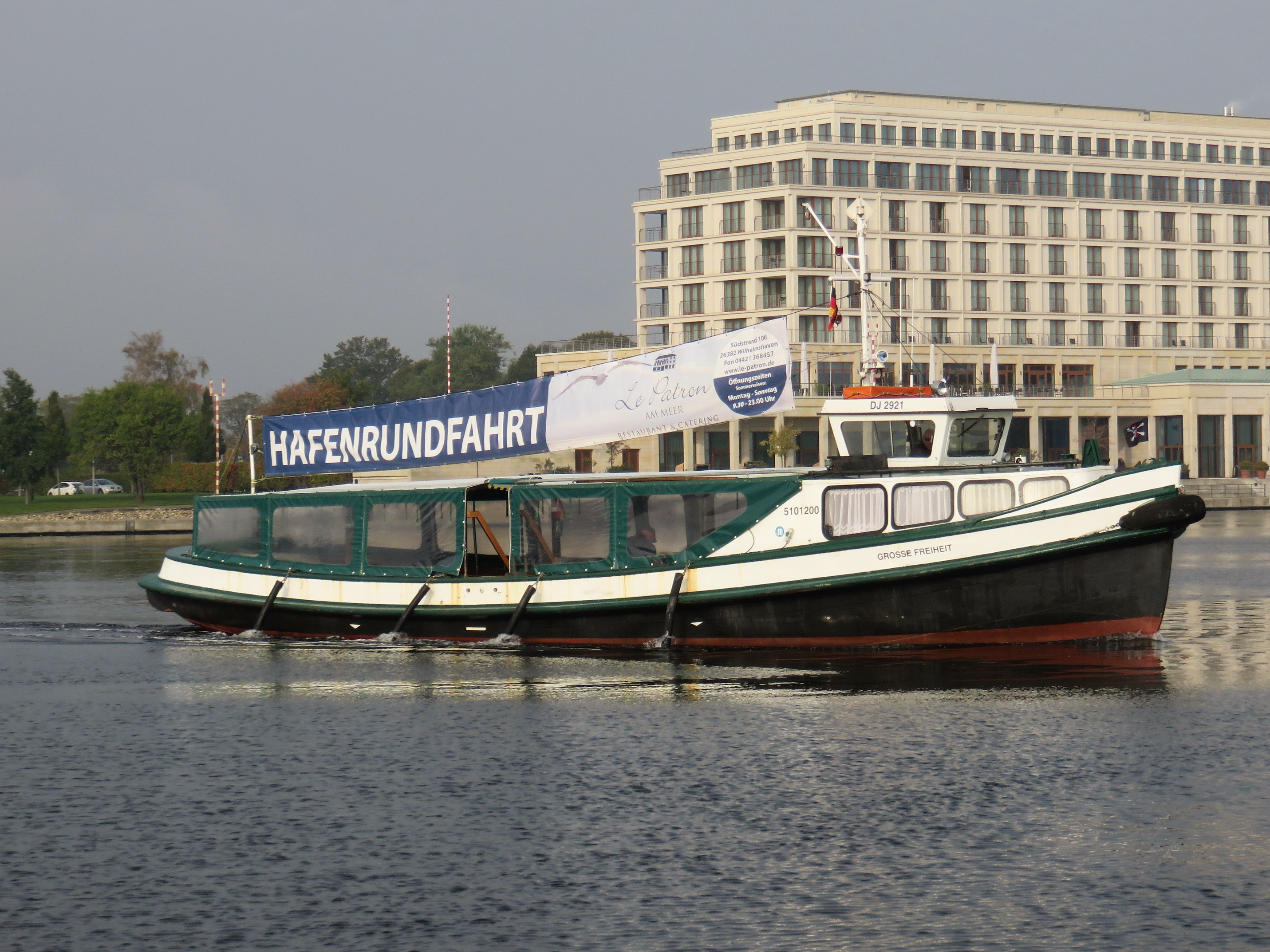
Die Barkasse Grosse Freiheit von der Jastram Werft

### 1942 Fertigung im Konzentrationslagers Neuengamme
Im Sommer 1942 pachteten die Jastram-Werke aufgrund fehlender Arbeitskräfte ein Areal auf dem Gelände des Konzentrationslagers Neuengamme. Insgesamt wurden vier Baracken errichtet, in denen bis zu 300 Häftlinge aus dem Konzentrationslager Zwangsarbeit leisten mussten. Produziert wurden beispielsweise Torpedoausstoßrohre und Wassertanks für U-Boote. Jastram gehörte damit zu den ersten Privatunternehmen, die die Fertigung von Rüstungsgütern in das KZ Neuengamme verlegten.

### 1973 wurde der Motorenbau eingestellt
Wegen Mangels an Aufträgen sowie inzwischen veralteter Anlagen wurde die Gießerei 1961 geschlossen. 1971 wurde der Werftbetrieb eingestellt und 1973 wurde der Motorenbau beendet. Die Firma Jastram existiert auch heute noch, denn der Bau von Ruderanlagen für Schiffe blieb bestehen und in Richtung von Ruderpropeller, Strahlantriebe und Querstrahlruder ausgebaut. Ein neues Betätigungsfeld wurde der Vertrieb und die Reparatur von Abgasturbolader und in Vancouver/Kanada befindet sich die Zweigniederlassung Jastram Technologies.

## Jastram Forschung
Die Forschungs- und Entwicklungsabteilung „Jastram Forschung“ wurde 1971 von Peter und Claus Jastram gegründet, um neue Produkte zu schaffen und messtechnisch zu untersuchen. Schwerpunkt waren aktive und passive Manövriersysteme wie Ruderpropeller, Rotorruder, Klappenruder, Azimut-Gitterstrahlruder und Geräuschreduzierungssysteme für Jachten.